# Those Hicksville Boys
Those Hicksville Boys est un court métrage muet américain réalisé par Mack Sennett, sorti en 1912.

## Fiche technique
- Titre : Those Hicksville Boys
- Réalisation : Mack Sennett
- Scénario : Dell Henderson
- Société de production : Biograph Company
- Format : Noir et blanc - 1,33:1 - film muet
- Durée :
- Date de sortie : 
  - États-Unis : 1er avril 1912

## Distribution
- Dell Henderson
- Fred Mace
- Grace Henderson
- Mack Sennett
- Edward Dillon